# Luke Kuechly
Luke August Kuechly (/ˈkiːkli/; 20 de abril de 1991) é um jogador aposentado de futebol americano que jogou na posição de linebacker como profissional por oito temporadas com o Carolina Panthers da National Football League (NFL). Ele foi draftado pelos Panthers como a nona escolha geral na primeira rodada do draft de 2012. Anteriormente, Kuechly havia jogado futebol americano universitário pela Boston College onde recebeu vários prêmios, como as honras de All-American. Kuechly teve um impacto imediato na NFL, liderando a liga em tackles no seu primeiro ano e sendo eleito o melhor jogador novato de defesa daquela temporada pela Associated Press, se tornando o terceiro jogador mais jovem a ganhar este prêmio. Já como segundo-anista, foi nomeado como melhor defensor da NFL da temporada de 2013.
Em 2015, assinou uma extensão contratual de cinco anos valendo US$ 62 milhões de dólares (que fez dele um dos jogadores defensivos mais bem pagos da NFL) e ajudou seu time a chegar no Super Bowl 50, mas acabaram perdendo a final. Apesar do bom desempenho e excelentes números, sua carreira foi marcada por problemas com concussões, sofrendo três delas entre 2015 e 2017. Ao final da temporada de 2019, com seu contrato expirando, Luke Kuechly anunciou que estava se aposentando da NFL.

## Estatísticas
| Legenda | Legenda                             |
| ------- | ----------------------------------- |
| JD      | Jogos Disputados                    |
| JT      | Jogos como Titular                  |
| SFTY    | Safeties                            |
| TFL     | Tackles atrás da linha de scrimmage |
| PDef    | Passes defletidos                   |

| Ano      | Time     | Jogos | Jogos | Tackles | Tackles | Tackles | Tackles | Tackles | Tackles | Interceptações | Interceptações | Interceptações | Interceptações | Interceptações | Interceptações | Fumbles | Fumbles |
| Ano      | Time     | JD    | JT    | Comb    | Total   | Ast     | Sck     | SFTY    | TFL     | PDef           | Int            | Jardas         | Média          | Lng            | TD             | FF      | FR      |
| -------- | -------- | ----- | ----- | ------- | ------- | ------- | ------- | ------- | ------- | -------------- | -------------- | -------------- | -------------- | -------------- | -------------- | ------- | ------- |
| 2012     | CAR      | 16    | 16    | 164     | 103     | 61      | 1,0     | 0       | 12      | 8              | 2              | 22             | 11,0           | 25             | 0              | 0       | 3       |
| 2013     | CAR      | 16    | 16    | 156     | 93      | 63      | 2,0     | 0       | 10      | 7              | 4              | 33             | 8,2            | 30             | 0              | 0       | 0       |
| 2014     | CAR      | 16    | 16    | 153     | 99      | 54      | 3,0     | 0       | 9       | 12             | 1              | 0              | 0,0            | 0              | 0              | 1       | 1       |
| 2015     | CAR      | 13    | 13    | 118     | 76      | 42      | 1,0     | 0       | 7       | 10             | 4              | 48             | 12,0           | 32E            | 1              | 2       | 1       |
| 2016     | CAR      | 10    | 10    | 102     | 71      | 31      | 2,0     | 0       | 6       | 6              | 1              | 1              | 1,0            | 1              | 0              | 1       | 0       |
| 2017     | CAR      | 15    | 15    | 125     | 74      | 51      | 1,5     | 0       | 7       | 6              | 3              | 23             | 7,7            | 23             | 0              | 1       | 3       |
| 2018     | CAR      | 16    | 16    | 130     | 93      | 37      | 2,0     | 0       | 20      | 6              | 1              | 0              | 0,0            | 0              | 0              | 2       | 1       |
| 2019     | CAR      | 16    | 16    | 144     | 81      | 63      | 0,0     | 1       | 4       | 12             | 2              | 26             | 13,0           | 25             | 0              | 0       | 0       |
| Carreira | Carreira | 118   | 118   | 1 092   | 690     | 402     | 12,5    | 1       | 75      | 67             | 18             | 153            | 8,5            | 32             | 1              | 7       | 9       |